# The Rocky Horror Picture Show
The Rocky Horror Picture Show aus dem Jahr 1975 ist die Kinofassung des Musicals The Rocky Horror Show von Richard O’Brien, das vor Beginn der Dreharbeiten am 21. Oktober 1974 bereits mehr als ein Jahr erfolgreich an verschiedenen Orten im Vereinigten Königreich und den Vereinigten Staaten gelaufen war.
Die Premiere des Films war am 14. August 1975 in London. Im Juni 1977 kam der Film in Deutschland in die Kinos und im November desselben Jahres in Österreich. Heute gilt er als Kultfilm und wird auch nach fast 50 Jahren immer noch regelmäßig in vielen Programmkinos gezeigt.

## Handlung
Der Film beginnt mit dem Lied Science Fiction/Double Feature, bei dem nur die rot geschminkten Lippen von Patricia Quinn auf der Leinwand zu sehen sind; es singt Richard O’Brien.
Die Handlung beginnt mit einer Hochzeit, bei der Brad Majors und seine Freundin Janet Weiss Gäste sind. Mit dem Song Dammit Janet macht Brad ihr einen Heiratsantrag. Sie wollen nun ihren alten Lehrer Dr. Everett von Scott besuchen, in dessen Klasse sie sich kennengelernt hatten. Nachts im Gewitterregen haben sie eine Reifenpanne und erreichen auf der Suche nach Hilfe ein Schloss (Song: Over at the Frankenstein Place). Der Butler Riff Raff öffnet und führt die beiden, begleitet vom Hausmädchen Magenta, in den Festsaal, wo sich zu den Klängen von Time Warp eine Gesellschaft amüsiert und tanzt.
Hausherr Dr. Frank N. Furter, gekleidet in Mieder, Strapsen und hochhackigen Schuhen (Song: Sweet Transvestite), lädt das Paar zur Besichtigung seines Labors ein. Dort stellt er ihnen seine Schöpfung Rocky vor (Song: The Sword of Damocles), einen muskulösen blonden Mann (Song: I Can Make You a Man). Eddie, der frühere Geliebte des Hausherrn, der in eine Tiefkühlkammer gesperrt worden war, kommt auf einem Motorrad ins Labor gefahren (Song: Hot Patootie – Bless My Soul). Frank N. Furter ist verärgert und erschlägt ihn.
Janet und Brad werden in getrennte Gästezimmer geführt, wo sie jeweils von Frank N. Furter besucht und verführt werden. Janet irrt im Schloss umher und entdeckt den verängstigten Rocky im Labor. Schnell kommen sich die beiden näher (Song: Touch-A, Touch-A, Touch Me).
Auf der Suche nach seinem Neffen Eddie kommt Dr. Scott im Schloss an. Im Esszimmer wird den Anwesenden ohne deren Wissen der zerteilte Eddie serviert (Song: Eddie). Es kommt zu einer Verfolgungsjagd (Song: Wise up, Janet Weiss), die im Labor endet, wo Janet, Brad, Dr. Scott, Columbia und Rocky schließlich in nackte Marmorstatuen verwandelt und auf eine Bühne gebracht werden. Wieder zurückverwandelt, führen sie gemeinsam mit Frank eine Floor Show auf (Rose Tint My World/Fanfare/Don’t Dream It – Be It/Wild and Untamed Thing).
Plötzlich erscheinen Riff Raff und Magenta und geben sich und Frank als Außerirdische vom Planeten Transsexual in der Galaxie von Transsylvanien zu erkennen. Sie meutern und erklären Frank für abgesetzt (Song: I’m Going Home), da er den Zweck seiner Mission auf der Erde verfehlt und sich stattdessen weltlichen Genüssen hingegeben habe.
Riff Raff tötet Columbia, Frank und Rocky mit einem Laserstrahl und erklärt Dr. Scott, Brad und Janet, dass sie in Kürze das gesamte Gebäude zurück auf ihren Planeten beamen werden und sie den Ort verlassen sollten. Sie fliehen aus dem Schloss, das kurz darauf von der Erdoberfläche abhebt.
Der Film endet mit einer Szene, in der Janet, Brad und Dr. Scott auf dem Boden kriechen (Song: Super Heroes), wobei ihre Kleidung von der Explosion beim Start des Schlosses zerrissen ist, und einer letzten Zeile des Erzählers: „Und über die Oberfläche des Planeten krabbelnd, Insekten, die man die menschliche Rasse nennt, verloren in der Zeit und verloren im Raum, ohne jede Bedeutung“. Zum Abspann wird eine veränderte Version von Science Fiction/Double Feature gefolgt von The Time Warp gespielt.

## Besetzung
In der Filmproduktion der 20th Century Fox von Lou Adler und Michael White unter der Regie von Jim Sharman und Richard O’Brien, der auch Drehbuch, Musik und Texte beisteuerte, wurden die meisten Rollen von der Londoner Original-Bühnenbesetzung übernommen: Tim Curry als Frank N. Furter, Richard O’Brien selbst als Riff Raff, Nell Campbell alias „Little Nell“ als Columbia, Patricia Quinn als Magenta und Jonathan Adams als Dr. Everett von Scott (auf der Bühne hatte er den Erzähler gespielt).
Die Rolle des Eddie wurde besetzt mit Meat Loaf aus der Bühnenversion des Roxy Theatre in Los Angeles. Für den Film neu besetzt wurden die Rollen des Brad Majors mit Barry Bostwick und der Janet Weiss mit Susan Sarandon, zwei zu der Zeit relativ unbekannten US-amerikanischen Schauspielern. In einer stummen Rolle erscheint Peter Hinwood als Rocky, seine Gesangsparts wurden im Studio von Trevor White eingesungen. Außerdem tritt Charles Gray als Erzähler auf.

## Drehorte
Die Studioaufnahmen des Filmes wurden in den englischen Bray Studios (Down Place, Oakley Green, Berkshire) gedreht. Die Bray Studios befanden sich bis 1970 im Eigentum der für ihre Horrorfilme bekannten Hammer Films, welche dort zahlreiche ihrer Klassiker drehte. In unmittelbarer Nähe der Studios befindet sich das Herrenhaus Oakley Court, wo die Außen- sowie einige Innenaufnahmen des Schlosses gemacht wurden. Im August 2006 fand hier ein Fan-Treffen statt, bei dem auch Richard O’Brien anwesend war.

## Entwicklung zum Kultfilm

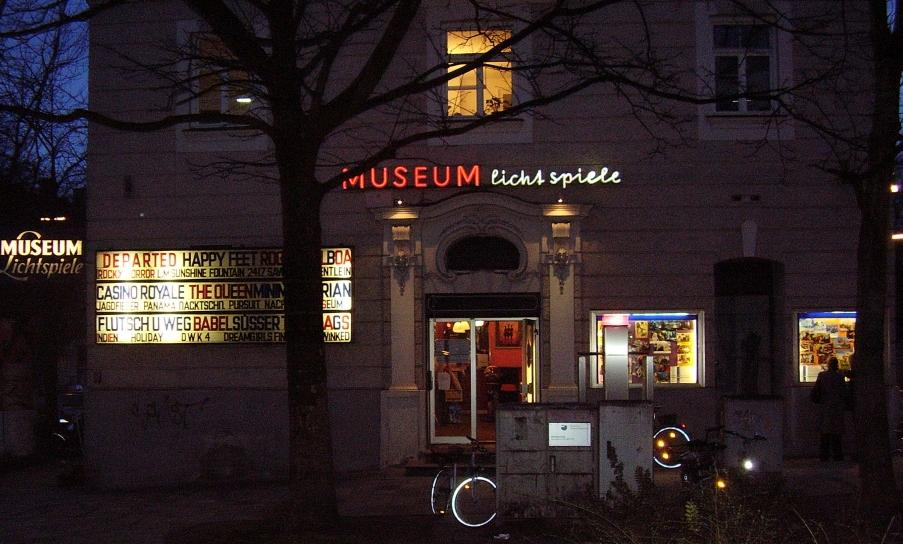
Museum Lichtspiele in München

Nachdem der Film anfangs miserabel anlief, nur 300.000 Dollar einspielte und ihm bereits die Absetzung drohte, zeigte sich relativ bald das Phänomen einer hartnäckigen Fangemeinde, die sich den Film wieder und wieder ansah und die Produzenten an einen Erfolg glauben ließ. Er wurde umgeschnitten und mit neuem Ende und einem geänderten Marketingkonzept als Midnight Movie (damals eine relativ neue Idee) nach sechs Monaten wieder in die Kinos gebracht. Das Konzept ging auf; durch Mundpropaganda erhielt der Film eine ständig wachsende Fangemeinde, die vielfach Texte mitsang und Filmszenen mitspielte und -tanzte.
Sie wuchs weiter an, so dass der Film heute Kultstatus besitzt und auch nach mehr als 40 Jahren noch in vielen Programmkinos regelmäßig gezeigt wird. Einen weltweiten Rekord halten dabei die Museum Lichtspiele in München, denn hier befindet sich der Film seit dem 24. Juni 1977 regelmäßig wöchentlich und somit seit mehr als 45 Jahren ununterbrochen im Programm (Stand Juni 2023). In dem Kino wurde ein spezieller Saal nach der Kulisse des Films eingerichtet. Verkleidungen sind gerne gesehen, und an der Kasse gibt es für Gäste, die sich nicht schon vorher eingedeckt haben, ein zum Film passendes „Mitmach-Päckchen“.

### Beteiligung des Publikums
Zu dem Kult, der im Laufe der Jahre um den Film entstanden ist, gehört vor allem das aktive Mitmachen der Zuschauer in bestimmten Szenen des Filmes sowie das Verkleiden als Transvestit. Bei folgenden Szenen kann sich das Publikum aktiv beteiligen:
- Der Erzähler: Der Schnitt auf den Erzähler wird vom Publikum mit lauten „boring“-Rufen quittiert.
- Die Hochzeitsszene: Hier wird mit Reis geworfen. (In manchen Aufführungen/Theatern wird der Reis durch Konfetti ersetzt)[11]
- Die Gewitter-Szene: Bei dieser Szene bedeckt das Publikum die Köpfe mit einer Zeitung, sobald Janet zum Schutz gegen den Regen dies tut, als sie aus dem Auto steigt. Der Regen selbst stammt in diesem Falle aus Wasserpistolen. Außerdem werden dann bei der Textzeile „there’s a light …“ ein Feuerzeug oder Wunderkerzen angezündet.
- Der Time Warp: Wenn das Lied gespielt wird, tanzt das Publikum.
- Die Ansprache Frank N. Furters im Labor: Frank N. Furter zieht dreimal seinen Gummihandschuh in die Länge und lässt ihn wieder los. Das dabei entstehende Geräusch snap wird dabei vom Publikum zeitgleich mit eigenen Gummihandschuhen verstärkt.
- Die „Geburt“ von Rocky: Das Publikum unterstützt die Szene mit Tröten und – wenn Rocky aus seinen Bandagen gewickelt wird – mit dem Werfen von Klopapierrollen.
- Die „Dinner-Szene“ mit dem toten Eddie im Tisch:
  - Wenn Frank N. Furter sein Glas erhebt und „A toast!“ sagt, werfen alle mit Toastbrotscheiben.
  - Sobald Frank N. Furter einen Partyhut aufzieht, zieht das Publikum nach.
- Szene I’m Going Home: Bei den Textzeilen „… cards for sorrow, cards for pain“ wirft das Publikum mit Spielkarten.

### Shadowcast
Vereinzelt bilden sich regionale Showgruppen, sogenannte Shadowcasts, die den Film im Kino mitspielen. Dabei wird der Film regulär auf der Leinwand gezeigt und das Ensemble spielt den Film mit Requisiten und Kostümen auf einer Bühne vor der Leinwand nach. Je nach Ensemble handelt es sich dabei entweder nur um einzelne ausgewählte Szenen oder um die gesamte Handlung. Traditionell wird die Rolle des Eddie und die Rolle des Dr. Everett von Scott von derselben Person verkörpert.
Regelmäßige Shadowcast-Vorführungen gibt es beispielsweise in Berlin im Babylon-Theater und in Nürnberg in der Katharinenruine zum Sommernachtfilmfestival.

## Filmfehler
- Das Herz, das Brad auf die Kapellentür malt, unterscheidet sich von dem, das weggewischt wird.
- Beim Time-Warp verschwindet und erscheint der rote Teppich von Einstellung zu Einstellung. Er findet sich dann aufgefaltet hinter der Musicbox.
- Vor dem Time-Warp schlägt die Glocke siebenmal, aber die Uhr zeigt 12 Uhr.

## Referenzen

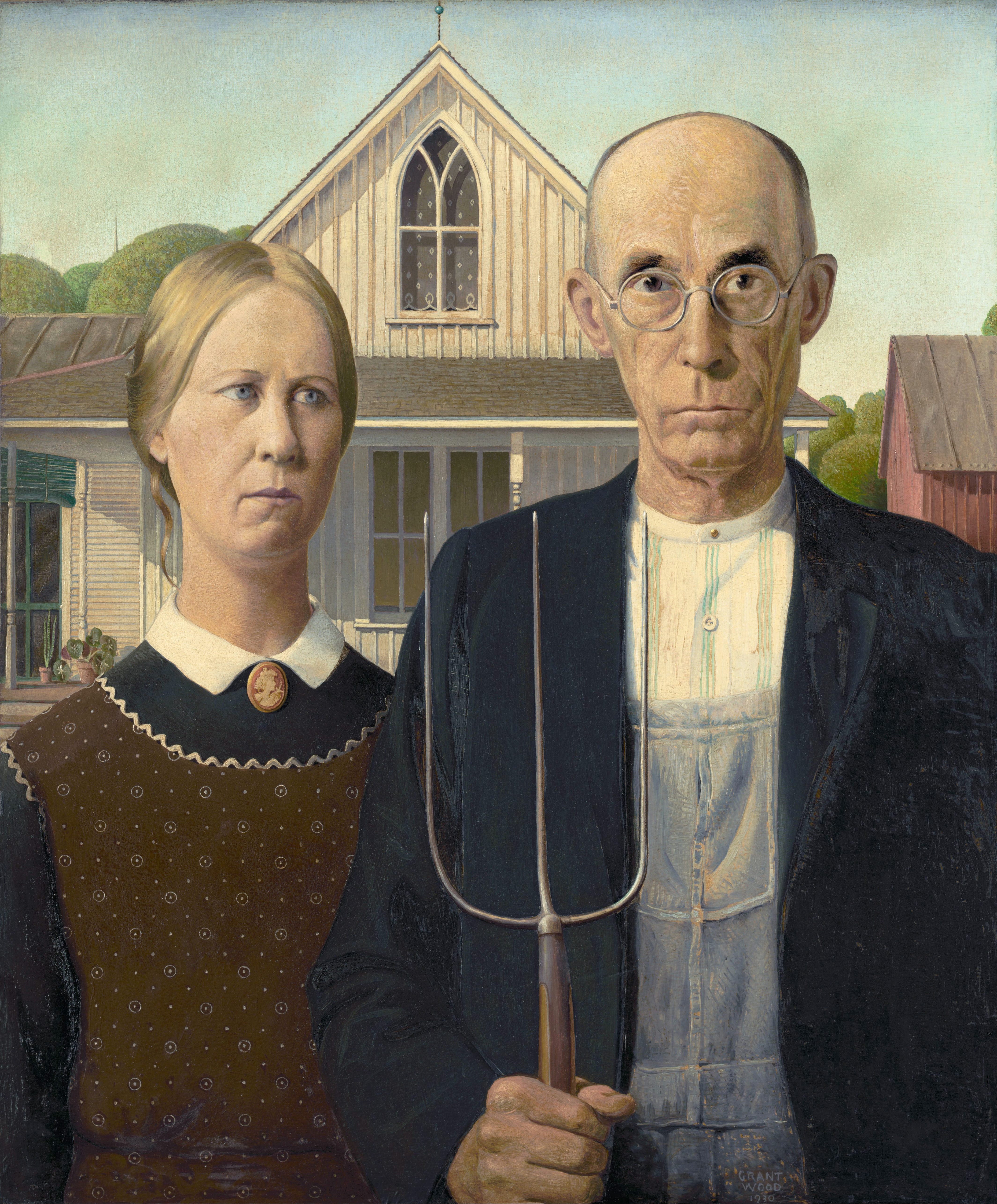
American Gothic von Grant Wood

In der Eingangsszenerie an und in der Kirche von Denton sind mit den Kirchendienern (Riff Raff, Magenta, Columbia) und dem Pfarrer (Frank’n’Furter) die wichtigsten transsylvanischen Gestalten bereits vorhanden. Der Erzähler hat sie auf seiner Projektion markiert, bevor er das Publikum auf eine „strange journey“ einlädt. Mit zahlreichen Anspielungen auf Frankenstein (zum Beispiel Frank’n’Furter, das künstliche Geschöpf Rocky) und Transsylvanien, das Land des Grafen Dracula, nimmt die Rocky Horror Picture Show Motive aus den beiden bekanntesten Erzählsträngen des Horrorfilms auf und parodiert sie.
Direkt nach der Hochzeit sieht man in einer kurzen Einstellung ein bäuerliches Ehepaar (die Kirchendiener) mit einer Heugabel vor der Kirchentür. Diese Szene stellt eines der bekanntesten amerikanischen Gemälde, American Gothic von Grant Wood nach. In einer der ersten Szenen im Schloss taucht das Gemälde neben der Standuhr innerhalb der Eingangshalle auf. Die Kirchendiener erscheinen als Riff Raff und Magenta im transsylvanischen Schloss.
Die Figur des Dr. Everett Scott alias Dr. Everett von Scott, was eine deutsche Herkunft andeutet (er spricht im Film auch mit deutschem Akzent), ist eine Parodie auf die Figur des Dr. Strangelove (in der deutschen Übersetzung: Dr. Seltsam) aus dem Film Dr. Seltsam oder: Wie ich lernte, die Bombe zu lieben von Stanley Kubrick.
In einer Szene kurz vor Ende des Films erscheinen Riff Raff und Magenta in futuristischer Kleidung, um Frank’n’Furter abzusetzen. Riff Raff bedroht Frank’n’Furter mit einem Laserstrahler in Form eines Dreizacks, was wiederum auf die Heugabel aus dem Gemälde American Gothic anspielt. Der Film veralbert auf diese Weise den ländlichen Evangelikalismus in den USA des 19. und frühen 20. Jahrhunderts.
Im Film Fame – Der Weg zum Ruhm von Alan Parker wird der Rocky Horror Picture Show eine komplette Szene gewidmet, in der die von Maureen Teefy und Barry Miller gespielten Figuren in entsprechender Verkleidung während einer Kino-Vorstellung die Time-Warp-Sequenz rezitieren.

## Soundtrack
Neben dem Soundtrack erschien mit dem Untertitel Audience Par-Tic-I-Pation Album auf zwei Langspielplatten auch ein „Original Soundtrack to the Original Soundtrack from the Original Movie“, der eine komplette US-Aufführung des Filmes inklusive Sprechszenen mit der typischen Soundkulisse aus dem Zuschauerraum eines Filmtheaters zur Zeit des Höhepunkts der „Mitmach-Aufführungen“ wiedergibt. Die Aufnahme beginnt mit einem Willkommensgruß von Sal Piro.
Auf der DVD finden sich auch die wichtigsten Lieder als Karaoke-Version. Auf der Doppel-DVD gibt es einige Extras wie Aufnahmen vom Set und dem Einüben der Tänze der Schauspieler.

### Songs
- Science Fiction/Double Feature (die Lippen von Patricia Quinn; gesungen von Richard O’Brien)
- Dammit Janet (gesungen von Barry Bostwick, Susan Sarandon und Chor)
- There’s a Light (Over at the Frankenstein Place) (gesungen von Susan Sarandon, Barry Bostwick, Richard O’Brien und Chor)
- Time Warp (gesungen von Richard O’Brien, Little Nell, Patricia Quinn und Charles Gray)
- Sweet Transvestite (gesungen von Tim Curry)
- Sword of Damocles (gesungen von Peter Hinwood/Trevor White)
- I Can Make You a Man (gesungen von Tim Curry)
- Hot Patootie – Bless My Soul (gesungen von Meat Loaf)
- I Can Make You a Man (Reprise) (gesungen von Tim Curry)
- Once in a While (gesungen von Barry Bostwick; Szene herausgeschnitten)
- Touch-A-Touch-A-Touch-A-Touch Me (gesungen von Susan Sarandon)
- Eddie (gesungen von Jonathan Adams und Little Nell)
- Planet Schmanet Janet/Wise up, Janet Weiss (gesungen von Tim Curry)
- Floorshow (gesungen von Little Nell, Peter Hinwood/Trevor White, Barry Bostwick, Susan Sarandon, Richard O’Brien und Tim Curry)
- I’m Going Home (gesungen von Tim Curry und Chor)
- Superheroes (gesungen von Barry Bostwick und Susan Sarandon)

## Kritiken
„Als Musical ist die Show eher lahm, die Parodie auf den Kino-Horror kommt über einige gängige Grundmuster nicht hinaus, und jeden Film, an den erinnert wird, möchte man eher ein zweites Mal sehen, als hier die Erlebnisse eines unbedarften Pärchens in einem Spukschloß zu verfolgen.“

„Bei jeder ‚Rocky Horror‘-Vorstellung ging im Kino die Post ab. Geschminkt wie Frank N. Furter (Tim Curry), Riff Raff (Richard O’Brien, zugleich der Komponist!) oder Eddie (Meatloaf) grölte man die Songs von ‚Science fiction double feature‘ bis ‚Don’t dream it, be it!‘ mit und warf bei der Hochzeitsszene Reis in den Saal. Die wüste Mischung aus Travestieshow und Gruselfilmparodie war ursprünglich ein Geheimtip der New Yorker Theaterszene. Als Film brauchte das Grusical zwei Jahre Anlaufzeit. Dann war der Bann gebrochen, und der ‚Rocky Horror‘-Kult blühte in den Programmkinos bis in die Achtziger hinein. Kein Grund, damit jetzt Schluß zu machen. Schließlich hat das Musical einiges zu bieten: Ohrwurm-Hits, einen sexy Tim Curry als ‚Sweet Transvestite‘ und die süße Susan Sarandon als Janet. – Schminken, Reis und Klopapier holen – ab geht’s!“

„Der größte Kultfilm aller Zeiten! Das schrille Grusical – Horror und Sci-Fi-Film Persiflage – kam zwei Jahre nach seiner US-Premiere in unsere Kinos und wurde zum Dauerbrenner. Tim Curry debütierte als Dr. Frank-N-Furter. – Frivoler Mix aus Show, Kitsch und Dekadenz.“

„Bizarr-groteske Pop-Parodie auf Horror-, Monster-, Science-Fiction- und Musikfilme; voll bewusster Angriffe auf moralische und geschmackliche Konventionen. Ein Klassiker des 70er-Jahre-Pop.“

Die Rezensionsinternetseite Rotten Tomatoes gibt dem Film eine Bewertung von 79 % auf der Grundlage von 47 Kritiken und eine Durchschnittsnote von 6,9/10. Der Konsens der Kritiker lautet: „Die Rocky Horror Picture Show bringt ihre schrulligen Charaktere gut zur Geltung, aber es ist der erzählerische Schwung, der die Zuschauer wirklich in den Wahnsinn treibt und sie dazu bringt, den Time Warp erneut zu wiederholen.“
Der Filmkritiker der US-amerikanischen Chicago Sun-Times, Roger Ebert, merkte an, dass die Rocky Horror Picture Show bei ihrer Erstveröffentlichung „von so ziemlich jedem ignoriert wurde, auch von den zukünftigen Fanatikern, die den Film schließlich hunderte Male gesehen haben“. Er betrachtete den Film eher als ein „langjähriges soziales Phänomen“ als einen Film, bewertete ihn mit 2,5 von 4 Sternen und beschrieb Curry als „das Beste in dem Film, vielleicht weil er den meisten Spaß zu haben scheint“, war aber der Meinung, dass die Geschichte besser auf der Bühne für ein Live-Publikum funktionieren würde.
Im Jahr 2005 wurde der Film von der Library of Congress als „kulturell, historisch oder ästhetisch bedeutend“ in das Verzeichnis US-amerikanischer Filme, die als besonders erhaltenswert angesehen werden (National Film Registry) der Vereinigten Staaten aufgenommen.

## Auszeichnungen
Golden Scroll 1976
- nominiert:
  - Bester Horrorfilm
- 2005 wurde der Film in das National Film Registry als bedeutendes Werk der Filmgeschichte aufgenommen.
- 2023 erfolgte die Aufnahme in die Science Fiction and Fantasy Hall of Fame[22]

## Fortsetzung
Nach dem Erfolg des Films planten Jim Sharman und Richard O’Brien eine Fortsetzung. Diese erschien 1981 unter dem Titel Shock Treatment.
Darin geraten Brad und Janet, nun verheiratet, ungewollt in die Fänge des Fernsehens und werden davon manipuliert. Janet wird eingeredet, sie sei ein Star, während Brad, mit Drogen vollgepumpt, in die Irrenanstalt eingewiesen wird, um ruhiggestellt zu werden. Der gesamte Film spielt in einem riesigen Fernsehstudio, das nun Denton beherrscht, und beinhaltet immer wieder Medienkritik.
Der Film bietet wieder viele Songs und Richard O’Briens Humor, jedoch erreichte er nie den Kultstatus seines Vorgängers. In Deutschland floppte der Film in den Kinos; 2007 erschien er auf DVD.

## Neuverfilmung
Im August 2008 wurde bekanntgegeben, dass Sky Movies und MTV an einer Neuverfilmung der Rocky Horror Picture Show fürs Fernsehen arbeiten. Richard O’Brien wurde als Koproduzent genannt, bestritt aber jegliche Beteiligung. Das Projekt scheiterte aber bereits in der Entwicklungsphase.
Im Oktober 2015 gab der Fernsehsender Fox bekannt, dass er an einer Neuverfilmung arbeite. Als Hauptdarstellerin wurde die transsexuelle Schauspielerin Laverne Cox verpflichtet. Regie führt Kenny Ortega und als Co-Produzent agiert Lou Adler, der bereits als Produzent am Original von 1975 mitwirkte. Das als zweistündiges TV-Special produzierte Musical The Rocky Horror Picture Show: Let’s Do the Time Warp Again wurde am 20. Oktober 2016 ausgestrahlt.